# Кувшинка звёздчатая
Кувши́нка звёздчатая (лат. Nymphaea nouchali) — вид растений из рода Кувшинка (Nymphaea) семейства Кувшинковые (Nymphaeaceae).

## Биологическое описание
Дневное растение с расположенными под водой корнями и стеблями. Часть листьев расположена под водой, часть — невысоко над ней. Размер листьев — 20—23 сантиметра.
У растения красивые цветки, как правило, фиолетовые с красными краями. У некоторых сортов цветы имеют белую, фиолетовую, лиловую или цвета фуксии окраску.

## Распространение
В своём естественном состоянии встречается в стоячих или медленнотекучих прудах умеренной глубины.
Ареал вида охватывает Афганистан, Китай, Тайвань, страны Индийского субконтинента (Бангладеш, Индия, Непал, Пакистан, Шри-Ланку), страны Юго-Восточной Азии, включая Филиппины; растение также встречается на севере Австралии.

## Использование
Это растение, родом с Индийского субконтинента, с древности ценилось как украшение прудов и садов, а сейчас используется даже как украшение аквариумов. В индийской медицине растение считается лекарственным, в основном лечащим болезни желудка; современные эксперименты подтвердили лекарственные свойства лотоса, но иного типа — он работает как гепатопротектор и сахароснижающее. Как у многих других кувшинок, корневище съедобно, листья и цветки тоже используются в салатах., а в сухой сезон высушенные его части используются и как животный корм.
Звёздный лотос — национальный цветок Шри-Ланки, где он известен как синг. නිල් මානෙල් (Nil Mānel) (дословно — «синяя кувшинка»). Буддисты утверждают, что это — один из 108 благоприятных знаков, найденных в следах Будды.